# Wat Si Saket
Wat Si Saket – laotańska buddyjska świątynia znajdująca się w Wientianie.

## Historia
Świątynia została wybudowana w 1818 lub 1820 roku. Podczas najazdu Tajów w 1827 lub 1828 roku nie całkowicie została zniszczona, gdyż według legendy nad budynkiem pojawiły się czarne chmury, a Tajowie uznali to za bunt bogów. Pozostały zniszczone posągi Buddy. Świątynię odrestaurowali w 1924 roku Francuzi, a ponownie w 1930. Stoi na swoim miejscu do dziś.

## Opis
We wnętrzu znajduje się około 10000 obrazków Buddy. Ponadto tam jest 2000 ceramicznych i srebrnych rzeźb tej samej postaci. Za to wliczając inne materiały, we wnętrzu znajduje się 6800 takich małych posągów.  Na północny wschód od budynku znajduje się inna buddyjska świątynia, Haw Phra Kaew.